# Stylosanthes montevidensis
Stylosanthes montevidensis är en ärtväxtart som beskrevs av Julius Rudolph Theodor Vogel. Stylosanthes montevidensis ingår i släktet Stylosanthes och familjen ärtväxter. Inga underarter finns listade i Catalogue of Life.